# روستر کاگبرن (فیلم)
روستر کاگبرن (انگلیسی: Rooster Cogburn) فیلمی آمریکایی در سبک وسترن است که در سال ۱۹۷۵ منتشر شد.این فیلم دنباله فیلم سینمایی شجاعت واقعی (فیلم ۱۹۶۹) است و جان وین در این فیلم نقش مارشال روستر کاگبرن را تکرار می کند .

## بازیگران و نقش ها
- جان وین در نقش مارشال روستر کاگبرن
- کاترین هپبورن در نقش دوشیزه اولا گودنایت
- ریچارد جردن در نقش هاوک
- جان مک‌اینتایر در نقش قاضی فدرال پارکر
- آنتونی زربی در نقش برید
- استروتر مارتین در نقش شانگهای مک کوی
- جک کالوین در نقش Red
- لین اسمیت در نقش لروی
- اندرو پرین در نقش شوهر فیونا
- پال کوسلو در نقش لوک